# The Two Mouseketeers
«The Two Mouseketeers» (рус. Два мышкетёра, Два мушкетёра, Два мышонка-мушкетёра) — американский мультфильм 1952 года, 65-я из 114 «классических короткометражек» о приключениях кота Тома и мышонка Джерри, одна из 7 серий, получивших «Оскар». Мышонка Нибблса озвучила шестилетняя Франсуа Брун-Коттан (на английском и французском языках). Стиль мультфильма оказался настолько удачным, что позднее были выпущены ещё три «мушкетёрские» серии.

## Сюжет
Париж, конец XVII века. Джерри и Нибблс, королевские мушкетёры, прогуливаются по вечерним улочкам и слышат из окна, что гвардейцу кардинала Тому приказывают охранять празднично накрытый стол, в противном случае ему отрубят голову. Мышата немедленно пробираются внутрь и начинают пировать, но вскоре Том их замечает. Он без труда ловит Нибблса, но Джерри его спасает. В результате противостояния кота и мышей стол оказывается полностью разорённым, Тому отрубают голову на гильотине. Нибблс говорит: «Бедный месье кот. На войне как на войне». Довольные победой Джерри и Нибблз идут по аллее с едой.

## Факты
- Нибблс напевает франко-канадскую народную песенку «Alouette», появившуюся спустя более двух веков после описываемых событий.
- Сцена казни Тома показана с соблюдением Кодекса Хейса.
- Это третья «классическая короткометражка», в которой Том умирает.